# Condado de Marin

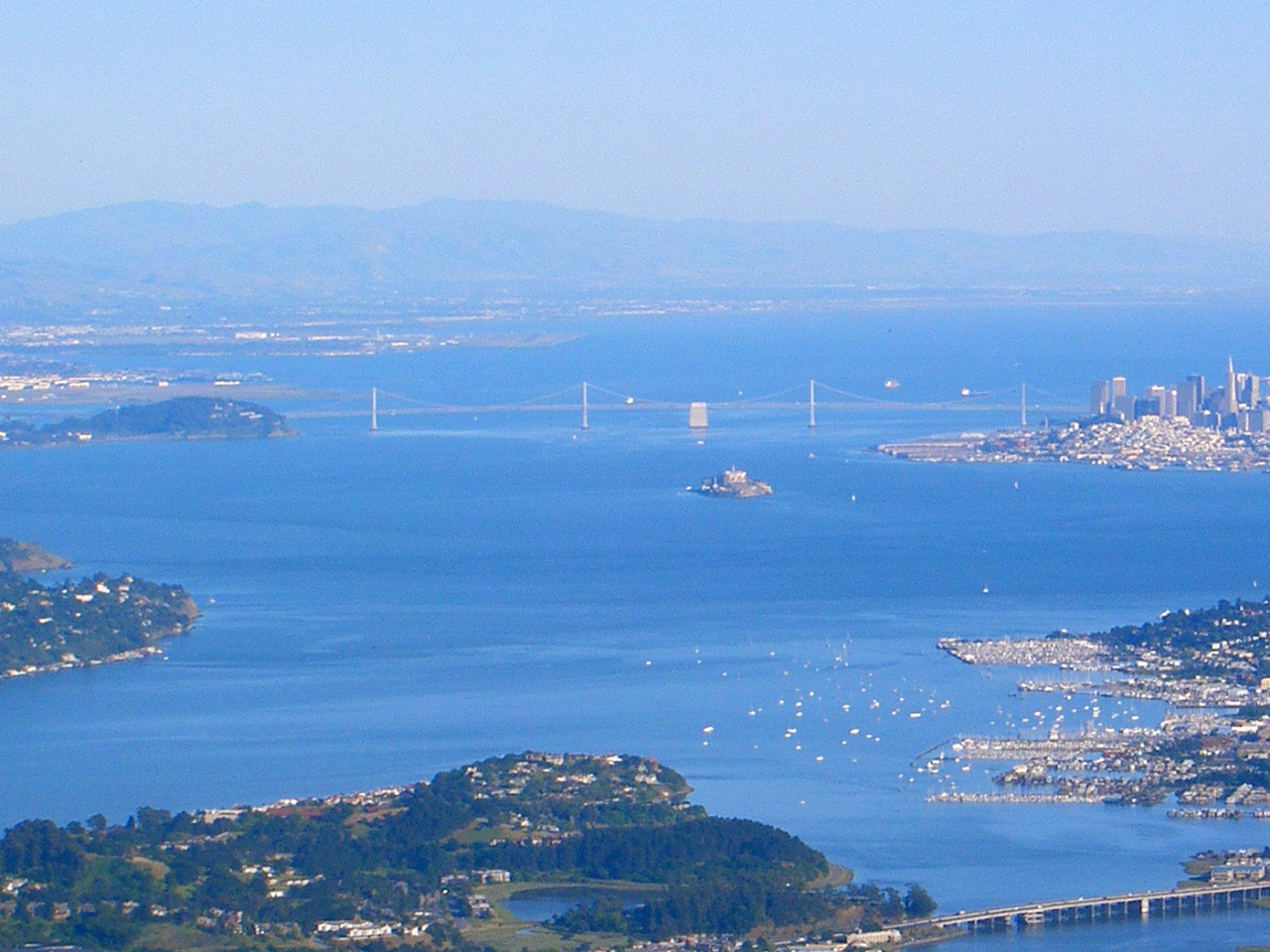
Bahía de San Francisco desde el condado de Marin.

El condado de Marin o condado de Marín (en inglés: Marin County), fundado en 1850, es uno de 58 condados del estado estadounidense de California. En el año 2008, el condado tenía una población de 466 741 habitantes y una densidad poblacional de 112 personas por km². La sede del condado es San Rafael.

## Geografía
Según la Oficina del Censo, el condado tiene un área total de 2144.5 km², de la cual 1346.8 km² es tierra y 797.7 km² (37.24%) es agua.

### Condados adyacentes
- Condado de Sonoma (norte y noreste)
- Bahía de San Francisco (este)
- Condado de Contra Costa (sureste)
- Condado de San Francisco (sur)
- Océano Pacífico (oeste)

### Localidades

#### Ciudades
Belvedere |
Corte Madera |
Fairfax |
Larkspur |
Mill Valley |
Novato |
Ross |
San Anselmo |
San Rafael |
Sausalito |
Tiburón 

#### Lugares designados por el censo
Alto |
Black Point-Green Point |
Bolinas |
Dillon Beach |
Inverness |
Kentfield |
Lagunitas-Forest Knolls |
Lucas Valley-Marinwood |
Marin City |
Muir Beach |
Nicasio |
Point Reyes Station |
San Geronimo |
Santa Venetia |
Sleepy Hollow |
Stinson Beach |
Strawberry |
Tamalpais-Homestead Valley |
Tomales |
Woodacre 

## Demografía
En el censo de 2000, había 247 289 personas, 100 650 hogares y 60 691 familias residiendo en el condado. La densidad poblacional era de 184 personas por km². En el 2000 había 104 990 unidades habitacionales en una densidad de 78 por km². La demografía del condado era de 84,03% blancos, 2,89% afroamericanos, 0.43% amerindios, 4,53% asiáticos, 0,16% isleños del Pacífico, 4,50% de otras razas y 3,47% de dos o más razas. 11,06% de la población era de origen hispano o latino de cualquier raza.
Según la Oficina del Censo en 2000 los ingresos medios por hogar en la localidad eran de $88 101, y los ingresos medios por familia eran $110 253. La renta per cápita para la localidad era de $91 483. Alrededor del 6,6% de la población estaban por debajo del umbral de pobreza.

## Transporte

### Principales autopistas
- Interestatal 580
- U.S. Route 101 (Redwood Highway)
- Ruta Estatal de California 1
- Ruta Estatal de California 37
- Ruta Estatal de California 131 (Tiburon Boulevard)

## Gobierno
El condado tiene la Prisión Estatal de San Quentin, una prisión del Departamento de Correcciones y Rehabilitación de California. La prisión tiene el corredor de la muerte del estado para hombres y la cámara de ejecución del estado.

## Educación
La Biblioteca Gratuita del Condado de Marin gestiona bibliotecas públicas.